# Monte Arabí
Monte Arabí är en kulle i Spanien.   Den ligger i provinsen Murcia och regionen Murcia, i den sydöstra delen av landet, 280 km sydost om huvudstaden Madrid. Toppen på Monte Arabí är 1 068 meter över havet, eller 231 meter över den omgivande terrängen. Bredden vid basen är 2,5 km.
Terrängen runt Monte Arabí är platt åt sydväst, men åt nordost är den kuperad.Runt Monte Arabí är det ganska tätbefolkat, med 52 invånare per kvadratkilometer. Närmaste större samhälle är Yecla, 17,4 km sydost om Monte Arabí. Omgivningarna runt Monte Arabí är i huvudsak ett öppet busklandskap.